# Portsmouth Football Club 2019-2020
Questa voce raccoglie le informazioni riguardanti il Portsmouth Football Club nelle competizioni ufficiali della stagione 2019-2020

## Maglie e sponsor
Lo sponsor tecnico per la stagione 2019-2020 è Nike, mentre lo sponsor ufficiale è l'università di Portsmouth.
| Manica sinistra · Maglietta · Maglietta · Manica destra · Pantaloncini · Calzettoni · Calzettoni | Manica sinistra · Manica sinistra · Maglietta · Maglietta · Manica destra · Manica destra · Pantaloncini · Calzettoni | Manica sinistra · Manica sinistra · Maglietta · Maglietta · Manica destra · Manica destra · Pantaloncini · Pantaloncini · Calzettoni |  |

## Rosa
| N. |                        | Ruolo | Calciatore         |
| -- | ---------------------- | ----- | ------------------ |
| 1  | Scozia (bandiera)      | P     | Craig MacGillivray |
| 2  | Inghilterra (bandiera) | D     | Anton Walkes       |
| 3  | Inghilterra (bandiera) | D     | Lee Brown          |
| 4  | Inghilterra (bandiera) | C     | Tom Naylor         |
| 5  | Inghilterra (bandiera) | D     | Paul Downing       |
| 6  | Inghilterra (bandiera) | D     | Christian Burgess  |
| 7  | Australia (bandiera)   | C     | Ryan Williams      |
| 8  | Jersey (bandiera)      | A     | Brett Pitman       |
| 9  | Inghilterra (bandiera) | A     | Oliver Hawkins     |
| 10 | Inghilterra (bandiera) | C     | John Marquis       |
| 11 | Irlanda (bandiera)     | C     | Ronan Curtis       |
| 13 | Inghilterra (bandiera) | D     | James Bolton       |
| 14 | Inghilterra (bandiera) | C     | Andy Cannon        |

| N. |                        | Ruolo | Calciatore        |
| -- | ---------------------- | ----- | ----------------- |
| 15 | Scozia (bandiera)      | C     | Ross McCrorie     |
| 16 | Inghilterra (bandiera) | D     | Jack Whatmough    |
| 17 | Inghilterra (bandiera) | C     | Bryn Morris       |
| 19 | Inghilterra (bandiera) | C     | Marcus Harness    |
| 20 | Inghilterra (bandiera) | D     | Sean Raggett      |
| 21 | Inghilterra (bandiera) | P     | Luke McGee        |
| 22 | Galles (bandiera)      | A     | Ellis Harrison    |
| 26 | Inghilterra (bandiera) | C     | Gareth Evans      |
| 31 | Inghilterra (bandiera) | C     | Matt Casey        |
| 33 | Inghilterra (bandiera) | C     | Ben Close         |
| 35 | Inghilterra (bandiera) | P     | Alex Bass         |
| 38 | Inghilterra (bandiera) | D     | Brandon Haunstrup |